# Losjön, Jämtland
Losjön är en sjö i Bergs kommun i Jämtland och ingår i Ljungans huvudavrinningsområde. Sjön är 21,8 meter djup, har en yta på 1,51 kvadratkilometer och befinner sig 413 meter över havet. Sjön avvattnas av vattendraget Loån.

## Delavrinningsområde
Losjön ingår i det delavrinningsområde (694632-144291) som SMHI kallar för Utloppet av Losjön. Medelhöjden är 447 meter över havet och ytan är 11,39 kvadratkilometer. Räknas de 2 avrinningsområdena uppströms in blir den ackumulerade arean 39,19 kvadratkilometer. Loån som avvattnar avrinningsområdet har biflödesordning 2, vilket innebär att vattnet flödar genom totalt 2 vattendrag innan det når havet efter 196 kilometer. Avrinningsområdet består mestadels av skog (75 procent). Avrinningsområdet har 1,48 kvadratkilometer vattenytor vilket ger det en sjöprocent på 13 procent.